# John Horsley (acteur)
Pour les articles homonymes, voir John Horsley.
John L. Horsley est un acteur britannique né le 21 juillet 1920 à Westcliff-on-Sea au Royaume-Uni – mort le 12 janvier 2014 

## Filmographie

### Cinéma
- 1950 : Mission dangereuse (Highly Dangerous) : Agent des douanes
- 1951 : The Quiet Woman : Inspecteur Bromley
- 1951 : Appointment with Venus : Officier de marine Kent
- 1952 : The Frightened Man : Harry
- 1952 : L'Heure de la revanche (The Long Memory) : Bletchley
- 1952 : Encore : Joe, Mate
- 1952 : The Lost Hours : Brown
- 1953 : Recoil : Inspecteur Tunbridge
- 1953 : Wheel of Fate : Det. Sergeant Simpson
- 1953 : Deadly Nightshade : Inspecteur Clements
- 1953 : Marin du roi (Single-Handed), de Roy Boulting : Cmdr. Willis
- 1953 : Cinq Heures de terreur (Time Bomb) : Agent de police Charles Baron
- 1954 : Delayed Action : Worsley
- 1954 : Folle des hommes (Mad About Men) : Organisateur de sports
- 1954 : Destination Milan
- 1954 : Meet Mr. Malcolm : Tony Barlow
- 1954 : A Time to Kill : Peter Hastings
- 1954 : The Runaway Bus : Inspecteur Henley
- 1954 : Les Gens de la nuit (Night People), de Nunnally Johnson : Lt. Col. Stanways
- 1954 : Double Exposure, de John Gilling : Lamport
- 1954 : Détective du bon Dieu (Father Brown), de Robert Hamer : Inspecteur Wilkins
- 1954 : Le Cargo de la drogue (Forbidden Cargo) : Agent des douanes
- 1955 : They Can't Hang Me : Commissaire adjoint
- 1955 : Little Red Monkey : Det. Sgt. Gibson
- 1955 : Above Us the Waves : Lt. Anderson
- 1956 : Breakaway de Henry Cass : Michael Matlock
- 1956 : Circus Friends : Bert Marlow
- 1956 : Bond of Fear : Policier
- 1956 : Barbados Quest : Det. Insp. Taylor
- 1956 : The Brain Machine : Dr Richards
- 1957 : Le Salaire du diable (Man in the Shadow), de Jack Arnold : Alan Peters
- 1957 : Commando sur le Yang-Tsé (Yangtse Incident: The Story of H.M.S. Amethyst)
- 1957 : The Weapon : Johnson
- 1957 : Stranger in Town : Inspecteur Powell
- 1957 : Train d'enfer (Hell Drivers), de Cy Endfield : Médecin traitant Gino
- 1957 : Il était un petit navire (Barnacle Bill) : Premier chirurgien
- 1958 : Dunkerque (Dunkirk), de Leslie Norman : Padre
- 1958 : Stormy Crossing : Détective Inspecteur Parry
- 1959 : Wrong Number : Supt. Blake
- 1959 : Un brin d'escroquerie (A Touch of Larceny) de Guy Hamilton : Premier éditeur
- 1959 : Opération Amsterdam : Commandant Bowerman
- 1959 : Un thermomètre pour le colonel (Carry on Nurse) : Anesthésiste
- 1959 : Ben-Hur, de William Wyler : Spintho
- 1960 : Coulez le Bismarck ! (Sink the Bismarck!), de Lewis Gilbert : capitaine Sheffield
- 1961 : Le Dernier Passage (The Secret Ways), de Phil Karlson : Jon Brainbridge
- 1961 : Meurtre à Oxford (The Sinister Man) : Pathologiste
- 1962 : The Night of the Prowler : inspecteur Cameron
- 1962 : Jigsaw : Supt. Ramsey
- 1962 : Serena : Mr. Fisher
- 1962 : Return to Sender : Supt. Gilchrist
- 1963 : Panic : inspecteur Malcolm
- 1966 : Where the Bullets Fly : Air Marshal
- 1968 : The Limbo Line : Richards
- 1983 : Secrets : Dr Jefferies
- 1985 : Le Docteur et les Assassins (The Doctor and the Devils), de Freddie Francis : Dr Mackendrick
- 1987 : Le Quatrième Protocole (The Fourth Protocol), de John Mackenzie : Sir Anthony Plumb
- 1994 : Stanley's Dragon : Mr. Little

### Télévision
- 1956 : The Crimson Ramblers (série) : Tony Wayne
- 1962 : Chapeau melon et bottes de cuir : Docteur Gilmore
- 1966 : Room at the Bottom (série) : Lord Percy
- 1970 : The Italian Table : Sir Andrew Charles
- 1972 : The Lotus Eaters (série) : Sir Hugh Russell
- 1974 : Melissa : Mr. Antrobus
- 1976 : Clayhanger (série) : Osmond Orgreave
- 1978 : Leave It to Charlie (série) : Desmond ffolliott
- 1978 : Edward & Mrs. Simpson (feuilleton) : Norman Birkett K.C.
- 1980 : Why Didn't They Ask Evans ? : Mr. Spragg
- 1980 : Oh Happy Band (série) : Mr. Braithwaite
- 1982 : Don't Rock the Boat (série) : Wally
- 1984 : Le Joyau de la couronne (feuilleton) : Malcolm
- 1984 : Sorrell and Son (feuilleton) : Portenous
- 1985 : Prête-moi ta vie (Deceptions)
- 1986 : Cold War Killers : Sir Alec Russell
- 1987 : My Husband and I (série) : Mr. Mundy
- 1987 : Agatha Christie's Miss Marple: Nemesis : Professor Wanstead
- 1988 : Les Windsor : La Force d'un amour (The Woman He Loved) : Justice Sir John Hawke
- 1991 : A New Lease of Death : colonel Plashet
- 1994 : Two Golden Balls : Juge
- 1994 : Dandelion Dead (feuilleton) : Pollock
- 1996 : The Legacy of Reginald Perrin (série) : 'Doc' Morrisey
- 1997 : Rebecca : Frith